# Despeadura
Se llama despeadura a una especie de contusión que reciben las patas de los animales por andar excesivamente. 
El casco de los caballos se daña por las piedras, guijarros o por el propio terreno, cuando el animal anda más o menos tiempo desherrado. Si se ha desgastado mucha parte córnea, puede acarrear graves consecuencias. Se remedia, herrando al animal con desahogo y poniendo clavos delgados. Cuando la contusión es mayor, se tendrá quieto al animal y disminuirá el dolor antes de ponerle la herradura con cataplasmas.
En los perros es más frecuente la despeadura, la cual se parece a la infosura de los caballos y se ponen los tubérculos plantarios muy calientes, doloridos e inflamados, desarrollándose calentura en muchos casos. Siendo leve, se cura por sí sola; si la inflamación es reciente y local, se envolverá la pata con una cataplasma. Hay ocasiones en que es preciso sangrar y hacer sajas en la pata; en este último caso se lavará en seguida la parte con agua fría y se tratará. Si se forman materias en el interior, se reventarán los tumores para darlas salida.